# Minuskel 88
Minuskel 88 (in der Nummerierung nach Gregory-Aland), α 200 (von Soden) ist eine griechische Minuskelhandschrift des Neuen Testaments auf 123 Pergamentblättern (26,5 × 18,6 cm). Mittels Paläographie wurde das Manuskript auf das 12. Jahrhundert datiert. Die Handschrift enthält (mit Ausnahme der Evangelien) den vollständigen Text des Neuen Testaments.

## Beschreibung
Die Handschrift enthält den Text des Neuen Testaments außer den Evangelien. Er wurde einspaltig mit je 28 Zeilen geschrieben. Die Handschrift enthält Prolegomena, Listen der κεφαλαια und στιχοι.
Sie enthält das Comma Johanneum (im 16. Jahrhundert als Marginalie hinzugefügt).
Die Reihenfolge der Bücher ist Apostelgeschichte, Katholische Briefe, Paulusbriefe und Offenbarung des Johannes. Der Hebräerbrief ist als letztes Buch von Paulus aufgeführt.

## Text
Kurt Aland ordnete den griechischen Text des Kodex in Kategorie III ein.

## Geschichte
Die Handschrift wurde durch Andreas Birch und Johann Martin Augustin Scholz untersucht.
Der Kodex befindet sich zurzeit in der  Biblioteca Nazionale Vittorio Emanuele III (Ms. II. A.7) in Neapel.